# Sylvie Tanette
Sylvie Tanette (née à Marseille) est une écrivaine et critique littéraire française.

## Biographie

### Enfance et formation
Sylvie Tanette naît à Marseille. Descendante d’immigrés, elle vient d'une grande famille italienne, piémontaise du côté paternel, sarde du côté maternel. Elle passe les vingt-quatre premières années de sa vie dans les Quartiers nord.

### Carrière
Elle est journaliste littéraire au journal suisse RTS, aux Inrocks, à France Culture et à AOC,,,,. Parallèlement, elle écrit aussi des romans. 
En 2011 sort son premier roman au Mercure de France intitulé Amalia Albanesi. 
En 2019, elle publie Un jardin en Australie dans lequel elle revient sur son passé à travers la voix de deux femmes exilées : Valérie, issue des Quartiers nord de Marseille, et Ann, déjà décédée, qui a vécu dans la même ferme australienne que Valérie,. « Ce deuxième roman de Sylvie Tanette est beau comme un grand rêve. » écrit Astrid De Larminat du journal Le Figaro.
En 2021 sort son troisième roman : Maritimes. Entre conte et récit mythologique, iI raconte l'histoire d'une île méditerranéenne, que l'on devine située au large de l'Italie, et notamment celle de Benjamin, un nouvel arrivant. Les habitants se tiennent à distance du continent et de la dictature qui y sévit et contre laquelle ils vont devoir s'opposer,. « La romancière sensible d’« Amalia Albanesi », rêveuse d’« Un jardin en Australie », signe un conte panthéiste, merveilleux et triste. » écrit Jérôme Garcin du Nouvel Obs.
En 2024, elle publie Une vieille colère. C'est un roman autobiographique dans lequel elle raconte le Marseille de son enfance et l'histoire de sa famille immigrée italienne, et même celle de ses cousins, en prison pour meurtre,. « Mais c’est aussi le portrait d’une société de plus en plus dure aux exclus, aux étrangers. « Ce sont les pauvres qui s’entre-tuent. La classe dominante peut dormir tranquille. » Et la colère n’est pas près de s’apaiser. » écrit Alain Nicolas, du journal L'Humanité.